# Reinhold Bernt
Reinhold Bernt (* 19. Dezember 1902 in Berlin; † 26. Oktober 1981 in West-Berlin; eigentlich Reinhold Bienert) war ein deutscher Schauspieler und Drehbuchautor.

## Leben und Werk

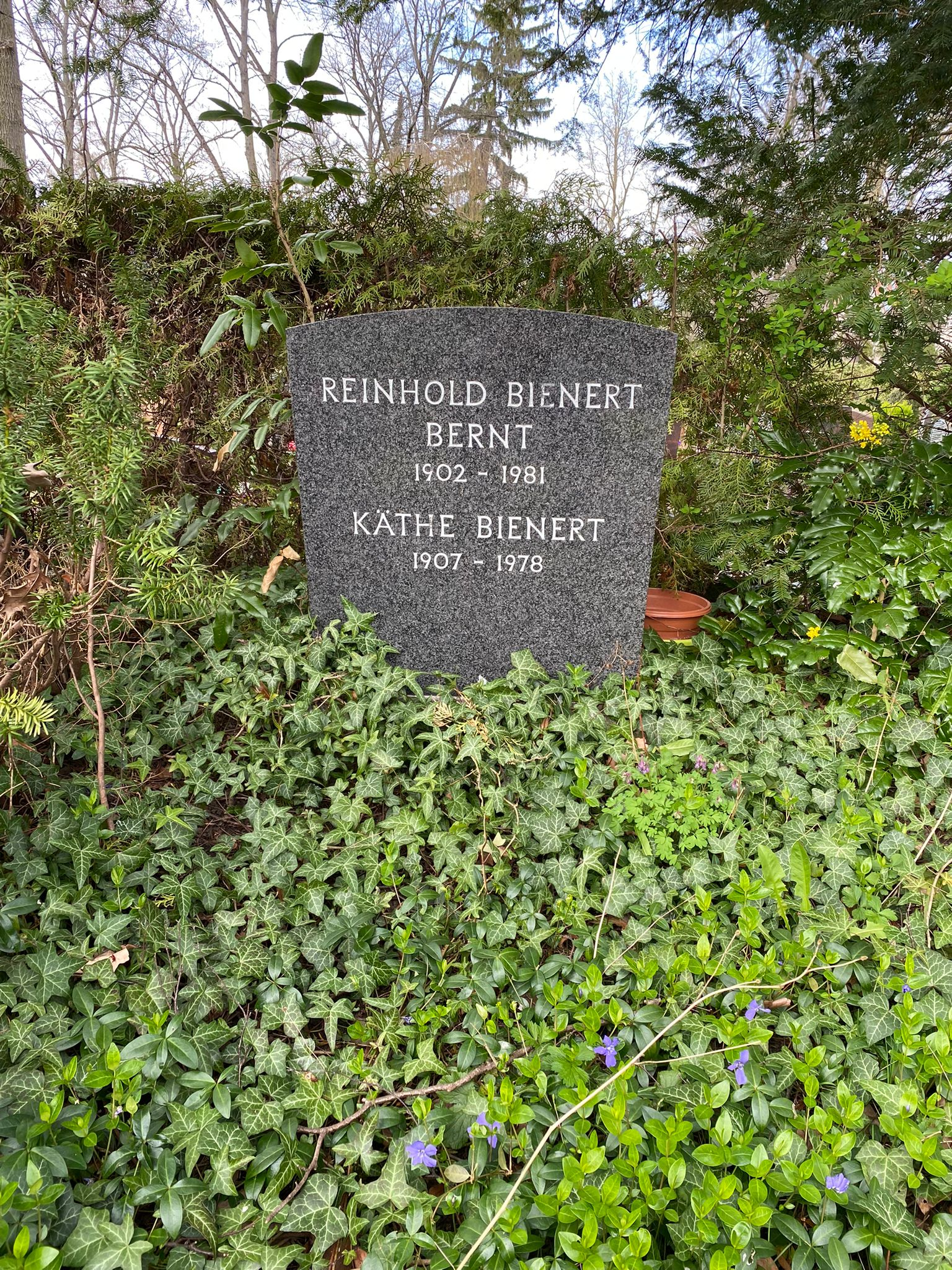
Grabstätte auf dem Friedhof Lankwitz

Nach seiner Schauspielausbildung gab er sein Theaterdebüt auf einer Bühne in Stuttgart, ehe er nach Berlin zurückkehrte. Hier gründete er mit seinem Bruder, dem Schauspieler Gerhard Bienert, und anderen Kollegen die „Gruppe junger Schauspieler“, die vor allem sozialkritische Stücke aufführte. Später arbeitete er noch für andere Berliner Bühnen sowie ab 1930 auch für Filmproduktionen wie Der blaue Engel. Es folgten einige Hauptrollen als Darsteller sowie Tätigkeiten als Regieassistent und Drehbuchautor, darunter mehrfach für Karl Valentin und Liesl Karlstadt, aber auch in nationalsozialistischen Propagandafilmen wie Hitlerjunge Quex (1933) oder Im Namen des Volkes (1939). In Veit Harlans Hetzfilm Jud Süß hatte er 1940 eine Nebenrolle.
Nach dem Zweiten Weltkrieg spielte er zunächst am Schillertheater in Berlin und ab 1949 auch in DEFA-Filmproduktionen. Die ganz großen Filmrollen wurden aber seltener, er musste sich öfters mit Nebenrollen begnügen, sodass er verstärkt auch für den Rundfunk tätig wurde. Als Hörspielsprecher hatte er 320 „Einsätze“.
Bernt verstarb am 26. Oktober 1981 in Berlin und wurde auf dem Friedhof Lankwitz beigesetzt.

## Filmografie (Auswahl)
- 1930: Der blaue Engel
- 1931: Salto Mortale
- 1931: Die andere Seite
- 1931: Der Draufgänger
- 1932: Peter Voß, der Millionendieb
- 1932: Der Geheimagent
- 1932: Der Orlow
- 1933: Hitlerjunge Quex
- 1935: Krach im Hinterhaus
- 1935: Das Mädchen Johanna
- 1935: Kirschen  in Nachbars Garten
- 1936: Donner, Blitz und Sonnenschein
- 1936: Beim Rechtsanwalt (Kurzfilm)
- 1936: Die karierte Weste (Kurzfilm)
- 1936: Truxa
- 1936: Der Bettelstudent
- 1936: Beim Nervenarzt (Kurzfilm)
- 1936: Musik zu Zweien (Kurzfilm)
- 1938: Mordsache Holm
- 1938: Kameraden auf See
- 1939: Alarm auf Station III
- 1939: Der Gouverneur
- 1940: Jud Süß
- 1940: Carl Peters
- 1941: Alarm
- 1941: Menschen im Sturm
- 1947: … und über uns der Himmel
- 1949: Rotation
- 1950: Bürgermeister Anna
- 1950: Die Jungen von Kranichsee
- 1950: Semmelweis – Retter der Mütter
- 1955: Herr über Leben und Tod
- 1956: Anastasia, die letzte Zarentochter
- 1959: Arzt ohne Gewissen
- 1960: Das Haus voller Gäste
- 1961: Zwei unter Millionen
- 1964: Ein langer Tag
- 1964: Herrenpartie
- 1965: Unser Pauker – Der Ausflug
- 1966: Das Millionending (Fernseh-Zweiteiler)
- 1966/1968: Wilhelmina
- 1970: Ida Rogalski – Der Schwiegersohn vom Chef

## Theater
- 1929: Friedrich Wolf: Zyankali (Zeitungsverkäufer Kuckuck) – Regie: ? (Gruppe Junger Schauspieler im Lessingtheater Berlin)
- 1946: John Cecil Holm, George Abbott: Drei Mann auf einem Pferd (Clarence Dobbins) – Regie: Boleslaw Barlog (Schlosspark Theater Berlin)
- 1947: Michael Harward: Das verschlossene Haus (Kriminalkommissar) – Regie: Boleslaw Barlog (Schlosspark Theater Berlin)
- 1948: Franz Grillparzer: Weh dem, der lügt! (Kattwald) – Regie: Hugo Schrader (Theater der Jugend Berlin)
- 1948: Carl Zuckmayer: Des Teufels General (Korrianke) – Regie: Boleslaw Barlog (Schlosspark Theater Berlin)
- 1948: John Steinbeck: Von Mäusen und Menschen (Crooks) – Regie: Willi Schmidt (Schlosspark Theater Berlin)
- 1949: Walter Erich Schäfer: Nach der Verschwörung (Kommissar) – Regie: Boleslaw Barlog (Schlosspark Theater Berlin)
- 1949: Fritz Hochwälder: Das heilige Experiment – Regie: Boleslaw Barlog (Schlosspark Theater Berlin)
- 1950: André Gide, Jean-Louis Barrault nach Franz Kafka: Der Prozess – Regie: Willi Schmidt (Schlosspark Theater Berlin)
- 1956: William Shakespeare: Heinrich IV. (Bardolf) – Regie: Josef Gielen (Schiller Theater Berlin)
- 1956: Arthur Miller: Der Blick von der Brücke (Beamter) – Regie: Leo Mittler (Schlosspark Theater Berlin)
- 1958: Jean Giraudoux: Impromptu – Regie: Willi Schmidt (Schiller Theater Berlin)
- 1965: Carl Zuckmayer: Der Hauptmann von Köpenick – Regie: Boleslaw Barlog (Schiller Theater Berlin)

## Hörspiele (Auswahl)
- 1955: Rudolf Bayr: Agamemnon muß sterben (Wächter) – Regie: Hans Conrad Fischer (Hörspiel – SFB)
- 1956: Heinz Oskar Wuttig: Columbushaus (Paul) – Regie: Hanns Korngiebel (RIAS Berlin)
- 1959: Friedrich von Schiller: Wilhelm Tell (Hans auf der Mauer) – Regie: Hans Conrad Fischer (SFB)
- 1964–1978: Diverse Autoren: Damals war's – Geschichten aus dem alten Berlin (in zwölf Geschichten mit 140 Folgen hatte er eine durchgehende Rolle) – Regie: Ivo Veit u. a. (40 Geschichten in 426 Folgen) (RIAS Berlin)

(Quelle:)